# 존 폰 노이만
존 폰 노이만(영어: John von Neumann 존 본 노이먼[*] 영어 발음: /dʒɔn vɒn ˈnɔɪmən/, 독일어: Johann von Neumann 요한 폰 노이만[*] IPA: [ˈjoːhan fɔn ˈnɔɪ̯man], 헝가리어: Neumann János Lajos 너이먼 야노시 러요시[*] IPA: [ˈnɒjmɒn ˈjaːnoʃ ˈlɒjoʃ], 1903년 12월 28일 - 1957년 2월 8일)은 헝가리 출신으로 미국에서 활동한 컴퓨터과학자, 수학자, 과학자, 경제학자이다. 양자 역학, 함수 해석학, 집합론, 위상수학, 컴퓨터 과학, 수치해석, 경제학, 통계학 등 여러 분야에 걸쳐 다양한 업적을 남겼다. 특히 연산자 이론을 양자역학에 접목시켰고, 맨해튼 계획과 프린스턴 고등연구소에 참여하였으며, 게임 이론과 세포 자동자의 개념을 개발한 것으로도 잘 알려져 있다.
그의 자기 복제 구조에 대한 수학적 분석은 DNA가 발견되기 이전에 이루어졌다. 미국 국립 과학 아카데미(NAS)에 제출한 짧은 글에서 그는 "내가 가장 중요하게(essential) 생각했던 나의 연구들은, 1926년에서 1929년 사이 괴팅겐과 베를린에서 연구한 양자역학, 다양한 구조의 연산자 이론, 그리고 프린스턴에서의 에르고딕 정리이다." 라고 말하고 있다.
제2차 세계대전 동안 폰 노이만은 줄리어스 로버트 오펜하이머, 에드워드 텔러 등과 함께 맨해튼 프로젝트에서 일했고, 내폭형 핵무기 (Implosion-type Nuclear Model)에 사용되는 폭축렌즈(Explosive Lens)를 발명하는데 수학적으로 공헌하였다. 전쟁이 끝난 후 그는 미국 원자력 위원회 내 일반자문회에 들어가게 되었고 나중에는 위원이 되었다. 그는 많은 기관의 컨설턴트직을 갖고 있었는데 그 중엔 미합중국 공군, 미국군 특수무기 프로젝트, 로렌스 리버모어 국립 연구소 등도 있었으며 에드워드 텔러, 스타니스와프 울람 등의 요인들과 함께 그는 핵물리학에서 열핵 반응 연구와 수소 폭탄을 개발하는데에도 영향을 끼쳤다.

## 생애

### 유년 시절
1903년 오스트리아-헝가리 제국의 부다페스트(현재는 헝가리의 수도)에서 유대인 은행가 너이먼 믹셔(헝가리어: Neumann Miksa 너이먼 믹셔[*])와 컨 머르기트(Kann Margit) 부부의 3형제 중 첫째로 태어났다. 헝가리식 이름은 너이먼 야노시 러요시(헝가리어: Neumann János Lajos)이며 가족들은 그를 '연치(Jancsi)'란 별명으로 불렀다. 폰 노이만의 아버지인 막스는 법학박사 학위를 가진 은행가로서 은행을 경영하며 상당한 재력을 쌓은 사람이었다. 막스의 가족은 1880년대에 북부 헝가리에서 부다페스트로 이사오게 되었고 폰 노이만의 엄마인 컨의 가족 3대가 부다페스트의 컨-헬러 사무실이라는 건물 위의 고급 아파트에서 살았다. 이 둘이 결혼하게 되면서 노이만의 부모님은 18개의 방이 있는 꼭대기 층에서 살았다.
1913년, 그의 아버지가 작위를 삼으로서 그들 집안의 신분은 귀족으로 상승하였다. 루마니아의 도시인 Marghita라는 뜻을 가진 Margittai를 귀족의 이름으로 인수했지만, 가족은 도시와는 아무런 관계가 없었다. 어쨌든 이로 인해 독일식 이름에는 폰이 붙어 요한 폰 노이만(Johann von Neumann)이 되었다.
헝가리에서 그의 공식적인 교육은 10세까지 시작되지 않았다. 대신 가족들은 노이만과 형제들에게 여자 가정교사를 들였는데, 막스는 자식들이 헝가리어 외에도 다른 언어들을 배워두는게 중요하다고 생각했기 때문에 영어, 프랑스어, 독일어, 이탈리아어를 가르쳤고 다양한 분야의 학문을 조기교육시켰다. 8 세의 나이에 폰 노이만은 미분과 적분에 대해 잘 아는 상태가 되었고 고대 그리스어와 라틴어도 능해졌다. 특히 역사학에도 흥미를 가져 46권으로 이루어진 빌헬름 옹켄의 세계사 시리즈를 많이 읽었다. 더 많은 책을 수용하고 자식들의 공부에 편의를 주고자 노이만의 부모는 방 하나의 천정을 개조해 개인 도서실으로 만들었다.
1911년도에 폰 노이만은 8세의 나이로 파소리 김나지움(Fasori Evangélikus Gimnázium)이라는 루터교 학교에 입학한다. 이 학교는 부다페스트 내에서 가장 교육수준이 높은 엘리트 학교였다. 그 학교에서는 동시대에 유명한 과학자들을 많이 배출하였는데 시어도어 폰 칼만, 게오르크 카를 폰 헤베시, 레오 실라르드, 유진 위그너, 에드워드 텔러, 그리고 폴 에르뒤시가 있고 그들은 나중에 "화성인"이라는 별명으로 불리게 된다. 폰 노이만의 1년 선배이자 노벨 물리학상 수상자인 유진 위그너는 훗날 어째서 그 시대의 헝가리에서 많은 천재들이 배출되었는지에 대한 질문에 대해 "폰 노이만이 유일한 천재"라고 답하기도 했다.
한편 김나지움의 교사였던 라즐로 라스(László Rátz)는 노이만의 재능을 눈여겨보고 아버지인 막스와 상담을 가졌다. 상담내용은 노이만에게 같은 또래 나이대의 수학을 가르치는 것에 그치지 않고 보다 어려운 고급수학을 가르쳐야 한다는 것이었다. 막스는 노이만이 그의 나이에 맞는 학년대의 친구들과 공부해야 된다고 주장했지만 나중에는 더 높은 수준의 고급 교육을 제공하기 위해 지역에서 가장 뛰어난 학자를 고용하되 학년과 반은 그대로 다니는 것으로 합의했다.

### 대학 학업
1921년 아비투어를 끝낸 폰 노이만은 그가 산업계에서 일하기를 원하던 부모의 바람을 따라 베를린 대학교에 입학하여 화학공학을 공부하기 시작했다. 1923년 ETH 취리히 입학시험에 합격하여 디플롬을 시작하였고, 그와 동시에 부다페스트 대학교에도 입학하여 시험으로만 수학 박사 과정을 수료했다. 1925년 그는 ETH 취리히 화학공학부에서 디플롬을 졸업하였으나 항상 그의 주된 관심사는 수학이었다. 이후 록펠러 재단의 장학금을 받아 괴팅겐 대학교에 가서 다비트 힐베르트 밑에서 수학을 공부했고, 수학자 헤르만 바일과 포여 죄르지, 에미 뇌터 등과 알고 지냈다.
1927년 하빌리타치온(교수자격시험)을 마치고 1928년부터 베를린 대학교에서 대학 역사상 최연소로 강사(Privatdozent)로 일하기 시작했고 1929년 여름학기는 함부르크 대학교에서 강사로 일했다.

### 미국에서의 생활
1929년 10월에 프린스턴 대학교의 초청을 받고 미국으로 건너가 수리물리학 객원 강사로 일하기 시작했다. 1930년 가톨릭 신자로 세례를 받고 마리에타 쾨베시(Marietta Kövesi)와 결혼하였는데, 1937년 11월 둘은 이혼하였고 폰 노이만은 1938년에 클라라 단(Klára Dán)과 재혼했다. 1933년에는 프린스턴 고등연구소의 최초 교수진 4명 중 하나가 되었으며, 이후 죽을 때까지 고등연구소의 수학교수로 활동하게 된다. 그는 미국 학계에서 사회적으로 활동적인 인물이었으며 수많은 학자들과 교류하고 지냈다. 미국에서 그가 가장 친하게 알고 지낸 친구는 스타니스와프 울람이었다. 또한 그는 수학과 과학뿐 아니라 역사, 언어 등에 걸친 방대한 지식으로 유명했다.
1936년부터 1938년까지 앨런 튜링이 고등연구소의 방문연구원으로 연구했으며, 폰 노이만의 지도로 박사학위를 마친다. 이 방문은 튜링이 1936년 발표한 유명한 논문 〈On Computable Numbers with an Application to the Entscheidungsproblem〉을 발표한 직후였다. 폰 노이만은 튜링의 아이디어를 분명 알고 있었을 것이지만, 그가 10년 후 만든 IAS 머신의 제작에 그 아이디어를 적용했는지는 분명치 않다. 폰 노이만은 게임 이론의 아버지이며, 오스카르 모르겐슈테른과 함께 1944년 고전 《게임과 경제행동 이론》(Theory of Games and Economic Behavior)을 썼다.
제2차 세계 대전 동안 폰 노이만은 핵무기를 비밀리에 개발하기 위한 맨해튼 계획의 일원으로 참여하여 로스앨러모스 국립 연구소에서 한스 베테·빅토어 바이스코프 등과 함께 일했다. 전후에 로버트 오펜하이머 등 상당수 학자들이 핵무기 개발을 비판하고 나선 것과 달리 강경한 반공주의자이던 폰 노이만은 꾸준히 미국의 핵 정책을 지지하였고 에드워드 텔러 등과 함께 소형 수소폭탄을 비롯한 추가적인 무기 개발에도 착수하였다. 이후 미국 국방부의 자문위원이 된 폰 노이만은 소련에 대응하여 상호확증파괴(MAD)라는 균형 정책을 만들어내는 데도 관여하였으며, 1955년에는 미국 원자력 위원회(AEC)의 위원으로 임명되며 정부 내 과학자들 중 최고 직위에 올랐다.

### 투병과 사망
1955년 그는 췌장암을 진단받았고, 얼마 뒤에는 암이 뼈에 전이되어 죽음이 임박한 상태임을 통보받았다. 암은 그가 로스 앨러모스 연구소에서 일하는 동안 노출된 방사선에 의해 발생한 것일 가능성이 있다. 이 사실은 그를 죽음에 대한 공포로 몰아넣었고, 이후 폰 노이만은 1930년 세례받은 바 있는 로마 가톨릭교 신앙에 귀의하게 되었다. 폰 노이만은 생전에 "불신자에게 영원한 저주가 내려질 가능성을 고려하면 신자가 되는 것이 더 합리적"이라는 파스칼의 내기와 비슷한 논지의 주장을 하고는 했으며, 자신의 어머니에게 "신은 없는 것보다 있다고 보는 편이 더 많은 것을 설명해준다"고 말했다고 전해진다. 다만 페이스(A. Pais)나 모르겐슈테른 등 동료들은 그가 암에 걸리기 전까지는 평생 불가지론적인 사람이었다고 증언한다.
폰 노이만은 죽기 전까지 괴테의 《파우스트》의 구절들을 암송하기를 즐겼다. 그는 1957년 2월 8일 워싱턴 DC의 월터리드 미군의료센터에서 사망했다.

## 업적

### 수학
1920년대 괴팅겐 대학교에서 활발하게 이루어지던 집합론의 공리화 프로그램을 접한 폰 노이만은 1925년 박사논문에서 폰 노이만-베르나이스-괴델 집합론으로 불리는 공리계를 개발하였다. 그러나 1930년 괴델의 불완전성 정리의 발표를 계기로 수학에 관한 견해를 바꾼 폰 노이만은 이후 수학 기초론 대신 응용과 관련된 문제에 집중하기 시작한다.
그는 1929년 힐베르트 공간을 최초로 공리화한 이후 1932년까지 여러 논문에서 연산자 이론에 관한 중요한 개념들을 제시하고 정의하였으며, 이후 이를 기반으로 폰 노이만 대수를 개발하는 등 함수해석학의 기초에도 크게 공헌하였다. 1932년 일련의 논문에서 그는 폰노이만 에르고딕 정리를 증명하며 에르고딕 이론의 핵심적 배경을 제시하였다. 또한 1935년부터 1937년까지 폰 노이만은 격자 이론에 관해 연구하여 연속기하학(Continuous geometry) 분야의 창시자가 되었다.

### 양자 역학
1900년 세계 수학자 대회에서, 다비트 힐베르트는 수학 발전의 핵심적인 23개의 문제들을 발표했다. 그 중 6번째 문제는 물리학의 공리화였다. 1930년대까지 새로운 물리 이론들 중에서는 공리적 접근 방식을 따랐던 것은 양자역학뿐이었다. 하지만 양자역학은 결정론적 세계관과 모순되는 부분이 있어 철학적·기술적으로 문제가 제기되어 왔으며, 베르너 하이젠베르크의 행렬역학과 에르빈 슈뢰딩거의 파동역학 접근방식이 접점을 찾지 못한 상태였다.
집합론의 공리화를 끝낸 이후, 폰 노이만은 양자역학의 수학적 공리화 문제를 해결하기 시작했다. 1926년, 폰 노이만은 N개의 입자를 양자 역학으로 다루는 문제가 무한차원 힐베르트 공간 내의의 한 점으로 나타나며, 이는 고전역학에서 6N 차원의 위상 공간에 대응되는 개념이라는 것을 알아챘다. (3N 개는 위치를 나타내기 위해, 3N 개는 운동량을 나타내기 위해 쓰임) 거기에 더해 위치, 운동량 등의 물리량은 이 점에 연산자를 작용시켜 얻어낸다고 생각할 수 있다는 것을 알아냈다. 그러므로 양자역학을 다루는 물리문제는 힐베르트 공간 내의 에르미트 연산자를 연산자끼리 계산하는 방식으로 치환하는 것이 가능하다는 것을 알았다. 유명한 예로, 베르너 하이젠베르크의 불확정성 원리는 위치 연산자와 운동량 연산자를 곱했을 때, 곱하는 순서가 바뀌면 계산 값이 달라질 수 있다는 것 (e.g. p를 x 축에 대한 운동량, x를 x축에 대한 위치 라고 할 때, px - xp ≠ 0)으로 설명 가능하다. 이 접근 방식은 하이젠베르크와 슈뢰딩거의 접근방식을 포괄하며, 노이만은 1932년 양자역학에 내재된 수학이론을 완성한다. 물리학자들은 폴 디랙이 1930년에 완성한 브라-켓 접근방식을 선호하나, 수학자들은 노이만의 접근방식이 아름답고 완전하다고 평가한다.

### 게임 이론
폰 노이만은 그의 수학적 지식을 바탕으로 게임 이론의 기초를 다졌다. 1928년 그의 미니맥스 이론을 증명했으며, 이는 완전한 정보와 제로섬 게임을 기반으로 두 사람이 두 가지의 전략을 갖고 있을 때, 각자의 손실을 최소화하는 방법을 일컫는다.
1944년에는 오스카르 모르겐슈테른(독일어: Oskar Morgenstern)과 함께 쓴 책 《게임 이론과 경제적 행동》(Theory of Games and Economic Behavior)를 출간함으로써 불완전한 정보와 참여자가 두 명 이상일 경우를 고려했다는 점에서 미니맥스(Minimax) 이론을 스스로 발전시켰다고 할 수 있다. 뉴욕 타임즈 표지에 소개되었을 만큼 이 책이 발간되었을 때 공중의 관심이 굉장히 높았다. 이 책에서 폰 노이만은 경제 이론이 함수해석학을 사용할 필요가 있음을 밝히며, 특히 볼록집합과 위상 고정점 정리를 강조하였다. 이는 그의 이론이 전통적인 미분학을 뒷받침하지 않기 때문이다.

### 컴퓨터 과학
미군 탄도 연구소의 EDVAC에 관한 보고서에서 폰 노이만은 데이터와 프로그램 메모리를 구분하지 않는 컴퓨터의 구조를 제시하였는데 이는 오늘날 폰 노이만 구조로 불리며 대부분의 현대 컴퓨터 설계가 기반하고 있다. 또한 스타니스와프 울람과 함께 합병 정렬 알고리즘을 처음 고안하였으며, 몬테 카를로 방법과 유사난수 이론에도 기여했다. 1940년대 세포의 자기 복제 능력에 주목하여 이에 착안한 세포 자동자를 개발하기도 하였다.

## 참고 문헌
- Macrae, Norman (1992). 《John von Neumann: The Scientific Genius Who Pioneered the Modern Computer, Game Theory, Nuclear Deterrence, and Much More》. Pantheon Press. ISBN 0-679-41308-1.

## 같이 보기
- 컴퓨터 과학
- 폰 노이만 구조
- 양자 역학
- 맨해튼 프로젝트